# Unterbächhorn
Unterbächhorn är en bergstopp i Schweiz. Den ligger i distriktet Brig och kantonen Valais, i den centrala delen av landet. Toppen på Unterbächhorn är 3 554 meter över havet.
Terrängen runt Unterbächhorn är huvudsakligen mycket bergig. Den högsta punkten i närheten är Nesthorn, 3 824 meter över havet, 1,3 km nordväst om Unterbächhorn.
Trakten runt Unterbächhorn består i huvudsak av kala bergstoppar och isformationer.